# Global Financial Integrity
Pour les articles homonymes, voir GFI.
Global Financial Integrity (GFI) est une organisation non gouvernementale située à Washington qui œuvre à la promotion des politiques, des mesures de protection et des ententes nationales et multilatérales visant à freiner les mouvements transfrontaliers de capitaux illicites : corruption, contrebande, crime organisé et évasion fiscale. Son action passe par la mise en place de partenariats stratégiques, par la diffusion de rapports de recherches et par la préconisation de solutions en vue de freiner la circulation des capitaux illégaux. Elle publie par ailleurs des articles dans la presse internationale visant à mettre en lumière des cas précis,,.

## Historique et objectifs
Global Financial Integrity a été fondée en 2006 après la publication de Le Talon d'Achille du capitalisme : L'argent sale et comment renouveler le système d'économie de marché. Son auteur, Raymond W. Baker, alors dirigeant de l'ONG Center for International Policy (en) est maintenant le directeur du GFI.
Les objectifs que GFI se sont assignés reposent sur l'estimation selon laquelle 1 billion de dollars issus de fonds illégalement acquis, transférés ou utilisés traversent les frontières chaque année, et que sur ce total, la moitié fait l'objet d'un transfert des économies en développement et en transition vers les pays avancés. Pour GFI, ces transferts constituent la source économique la plus dommageable de pauvreté. Ces flux illicites de capitaux, représentés par des transferts de liquidités générés par les cartels de la drogue, les organisations terroristes et les fraudeurs à l'impôt sur tout le globe, compromettent les objectifs de la Banque mondiale et autres institutions prêteuses, privent les nations en développement des ressources critiques, et contribuent à la faillite de ces pays.

## Activité
En décembre 2008, GFI a publié une étude approfondie intitulée, Illicit Financial Flows from Developing Countries: 2002-2006 qui a constaté que les pays en voie de développement perdent approximativement 1000 milliards de dollars chaque année, du fait des flux financiers illicites. L'étude a également mis en évidence une autre tendance importante : les économies de ces pays perdent en raison de ces flux 10 fois plus d'argent que ce qu'ils reçoivent d'aide internationale.
En janvier 2009, GFI a réuni des représentants de plusieurs organisations non gouvernementales, dont Transparency International, et de gouvernements, pour former la Task Force on Financial Integrity and Economic Development (en),, qui milite pour une meilleure transparence et une plus grande responsabilisation du système financier mondial. Dans le même temps, elle développait une activité de lobbying auprès des institutions de régulation internationales et des pays à fiscalité favorable, à commencer par l'OCDE et la Suisse.
La même année, le GFI estimait que 50 % du résultat du commerce mondial échappait à la taxation grâce aux paradis fiscaux.
En janvier 2011, GFI a publié une étude, Illicit Financial Flows from Developing Countries: 2000-2008, qui a constaté que les flux financiers illicites en provenance des seuls 48 pays les moins avancés ont augmenté de 7,9 milliards de dollars en 2006 à 20,2 milliards de dollars en 2008. Au niveau mondial, pour l'ensemble des pays en développement, ces chiffres sont respectivement de 411 milliards de dollars en 2000, contre 1 234 en 2008, soit un total cumulé de 6 500 milliards sur la période.
Global Financial Integrity (GFI) fait régulièrement pression après de l'OCDE et du G20 à mettre en œuvre de nouvelles garanties en vue d'améliorer la transparence et la coopération dans le système financier mondial. GFI a également appuyé dès 2009 le projet de loi américain Stop Tax Haven Abuse Act (en), présenté par le sénateur Carl Levin.

## Retombées
Les parutions de GFI ont donné lieu à de nombreux articles de presse, aussi en Europe qu'en Afrique, Asie et États-Unis,,,.
Le rapport 2011 a fait l'objet d'une présentation à la quatrième conférence de l'ONU sur les pays les moins avancés, qui s'est tenue en Turquie.

## Gouvernance
L'ONG est dotée d'un conseil d'administration, assisté d'un conseil consultatif. Parmi les membres du conseil d'administration, figure, un ancien économiste du FMI, Dev Kar.
Le comité consultatif, composé de personnalités internationales, mentionne entre autres la présence d'Eva Joly, membre d'Europe Écologie Les Verts et reconnue en 2010 pour son travail incessant contre la corruption et la fraude par le “Award for Exemplary Leadership”.
Le financement de GFI est assuré par la Fondation Ford, la Task Force on Financial Integrity & Economic Development, ainsi que par des donateurs privés, selon les informations mentionnées sur le site de l'ONG.

### Rapports publiés
- (en) Illicit Financial Flows from Developing Countries: 2002-2006
- (en) New Report finds that Illicit Financial Flows out of the Developing World Overwhelm Foreign Aid
- (en) Illicit Financial Flows from Developing Countries: 2000-2009
- (en) Tip Sheet: Illicit Financial Flows from Developing Countries 2000 – 2009